# Dale Gardner
Dale Gardner (Fairmont, 8 novembre 1948 – Colorado, 19 febbraio 2014) è stato un astronauta statunitense.